# سدیان
سدیان (به ترکی آذربایجانی: Sədiyan) یک منطقه مسکونی در جمهوری آذربایجان است که در شهرستان اسماعیللی و در دهیاری دیاللی واقع شده‌است.